# Scicli
Scicli est une ville italienne de la province de Raguse en Sicile.
Scicli se situe à 25 kilomètres de Raguse et 308 kilomètres de Palerme.

## Histoire
En 1255, le château de Scicli est donné par le pape Alexandre IV, opposant au roi Manfred Ier de Sicile, à Roger Fimetta.

## Administration
| Période                                  | Période  | Identité             | Étiquette | Qualité |
| ---------------------------------------- | -------- | -------------------- | --------- | ------- |
| 16 juin 2008                             | En cours | Giovanni Venticinque |           |         |
| Les données manquantes sont à compléter. |          |                      |           |         |

## Patrimoine et monuments
- Tour côtière de Donnalucata
- église de la Madonna delle Milizie, conservant les traces d'une tour normande et d'un couvent.

Comme beaucoup de villes du Val di Noto, la ville de Scicli est riche d'un patrimoine baroque tardif, construit à la suite du tremblement de terre de 1693. La richesse de son patrimoine lui a d'ailleurs valu d'être classée au Patrimoine mondial de l'UNESCO. Les monuments les plus significatifs sont : 
- le palais Beneventano : l'angle du palais est riche de sculptures luxuriantes parmi lesquelles on observe des têtes de Maures et d'anges ;
- l'église San Bartolomeo, qui présente un style baroque-rococo et qui conserve une crèche en bois de Pietro Padula ;
- l'église San Matteo qui surplombe la ville. C'est l'ancienne église Mère abandonnée et dont la construction n'a pas été achevée ;
- la via Mormino Penna qui présente une succession harmonieuse de palais et d'églises ;
- l'église Mère, dédiée à Sant'Ignazio, qui renferme la « Madonna delle Milizie » (Madone des Milices), statue en carton-pâte. Cette statue est sortie en procession lors de la fête des Milices, qui commémore la victoire du Roi Roger sur les Sarrasins avec l'aide de la Vierge apparue sur un destrier blanc, une épée à la main.

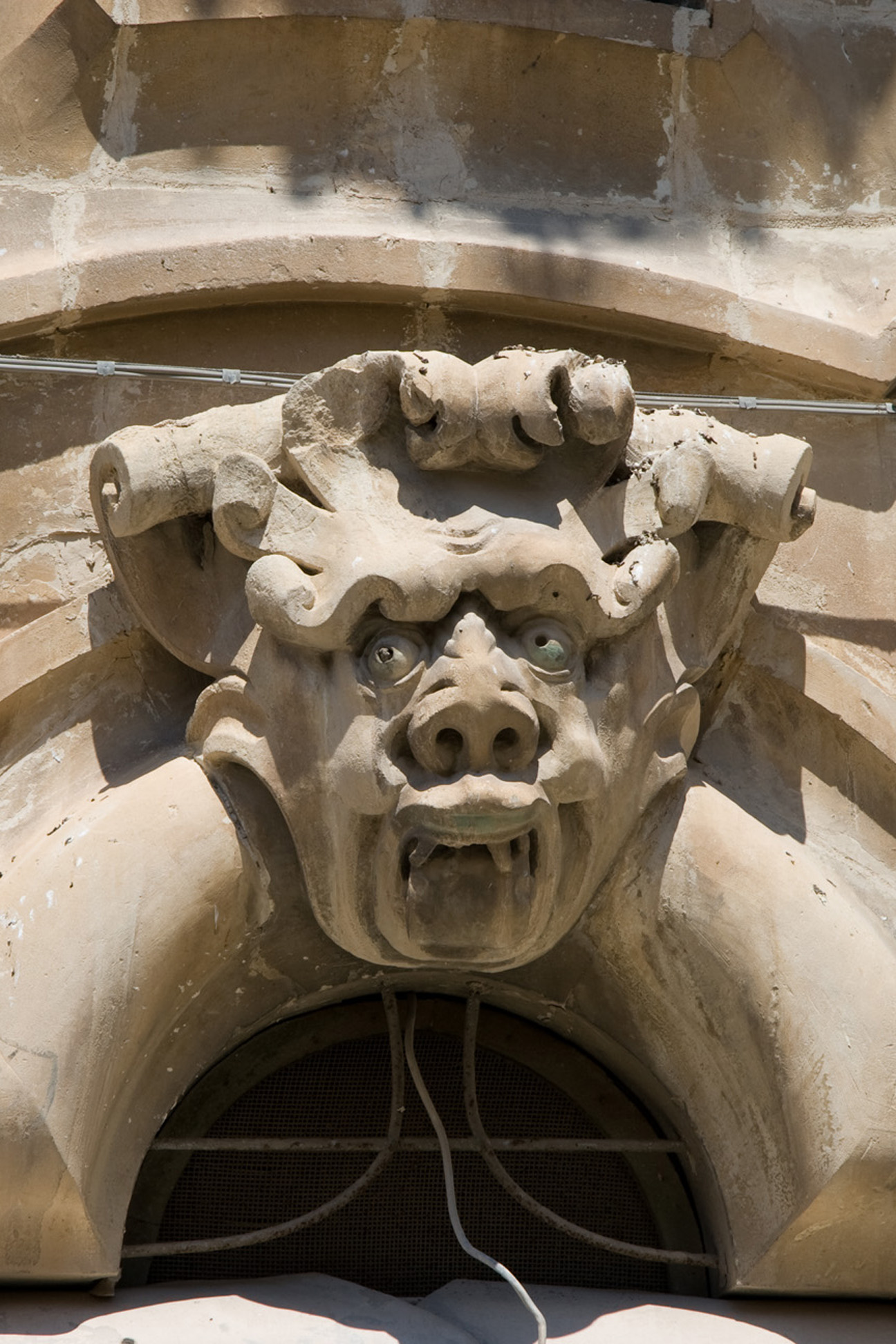
Tête de Maure, Palazzo Beneventano, Scicli.

## Hameaux
Donnalucata, Sampieri, Cava d'Aliga e Playa Grande

## Communes limitrophes
Modica, Raguse

## Quelques vues

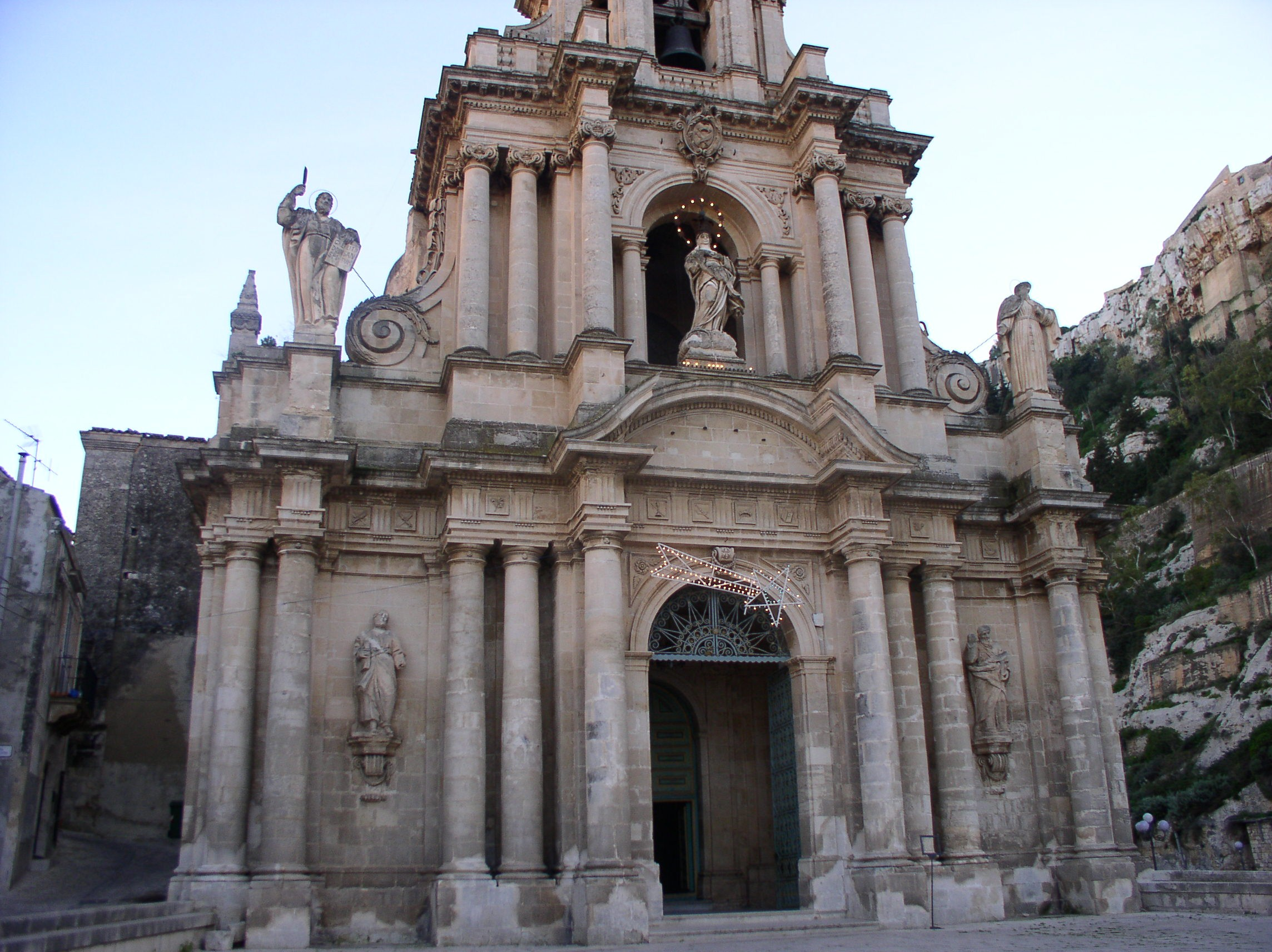
Église baroque San Bartolomeo.
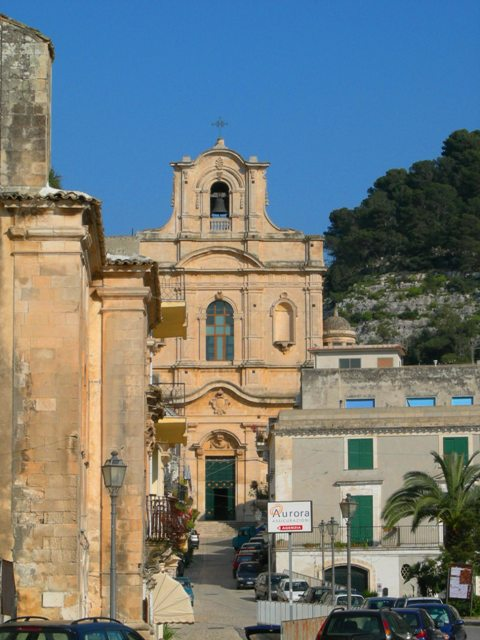
Église Santa Maria la Nova.
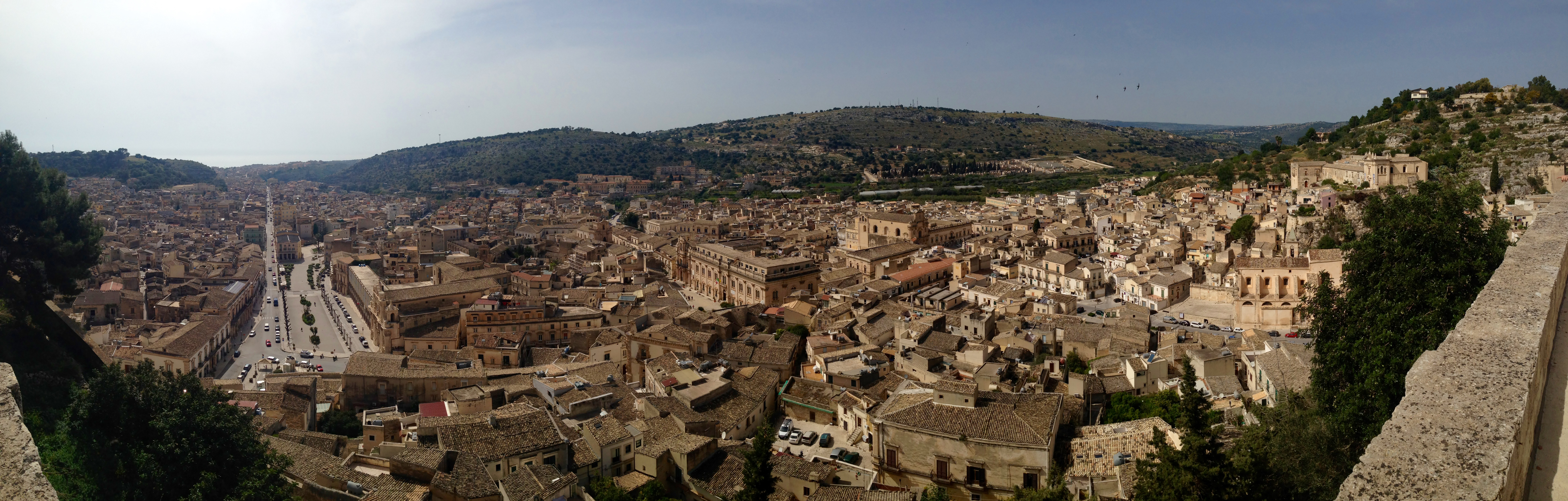
Panorama sur la ville.
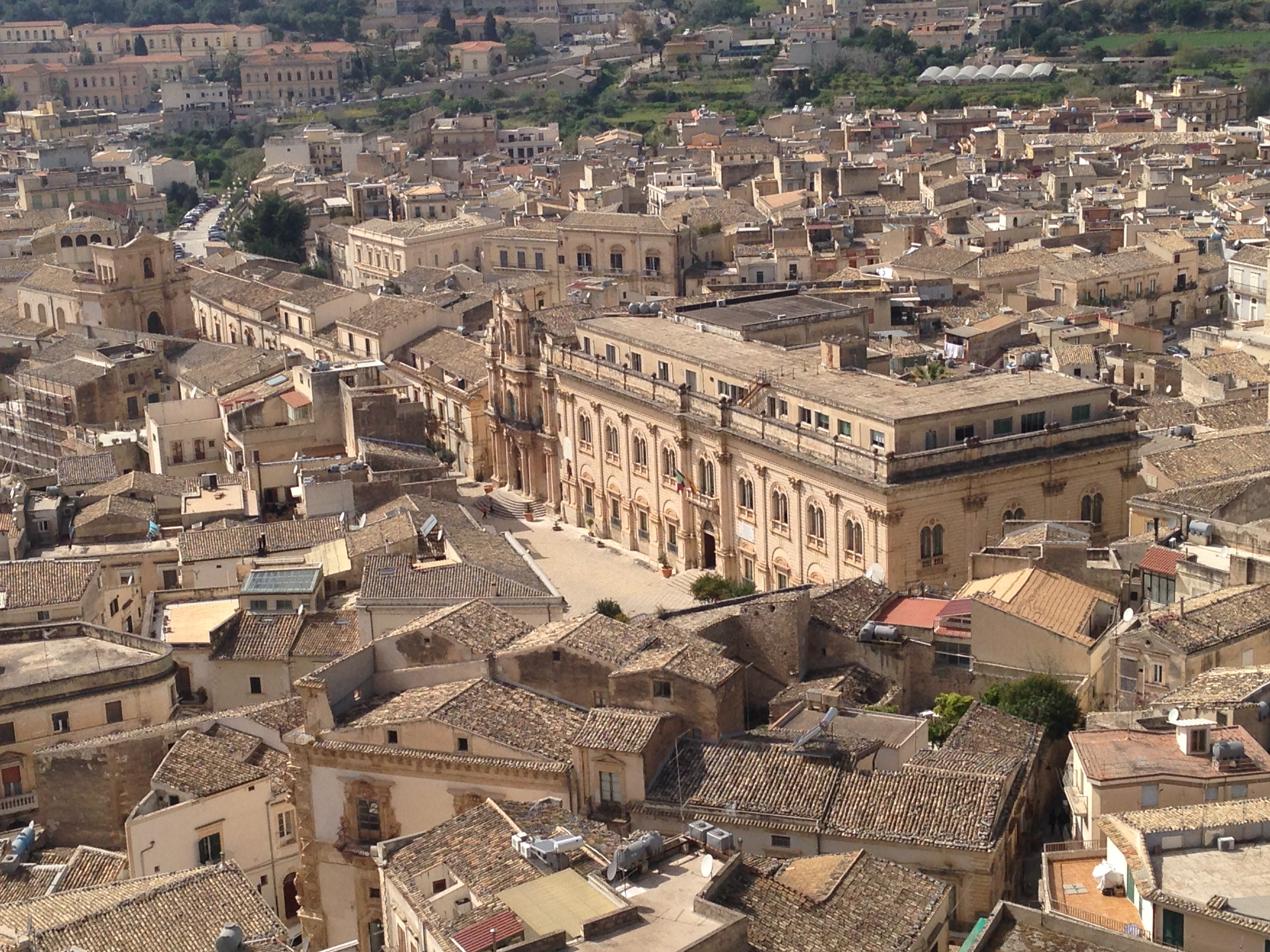
Vue du centre.
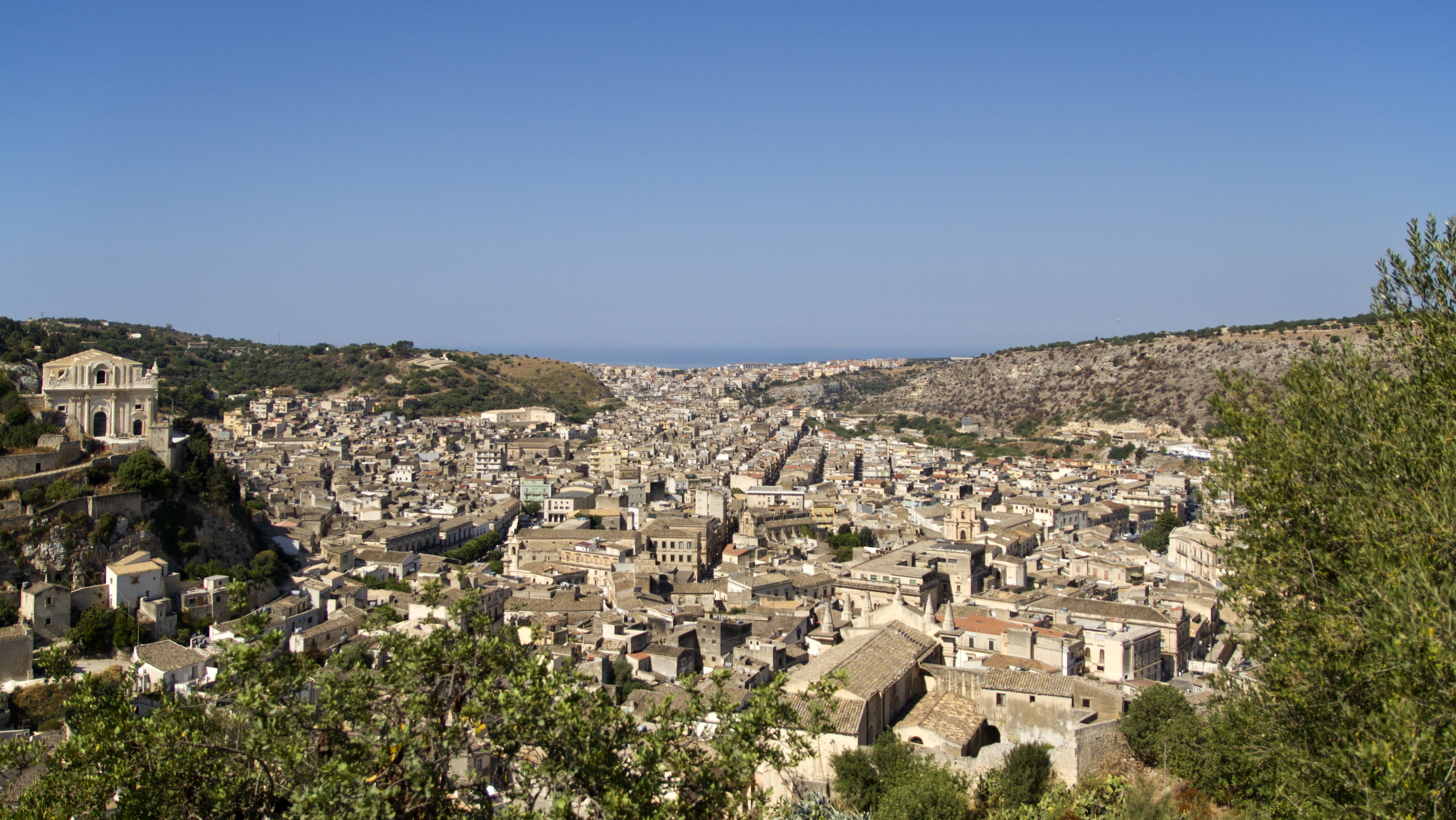
Vue générale.
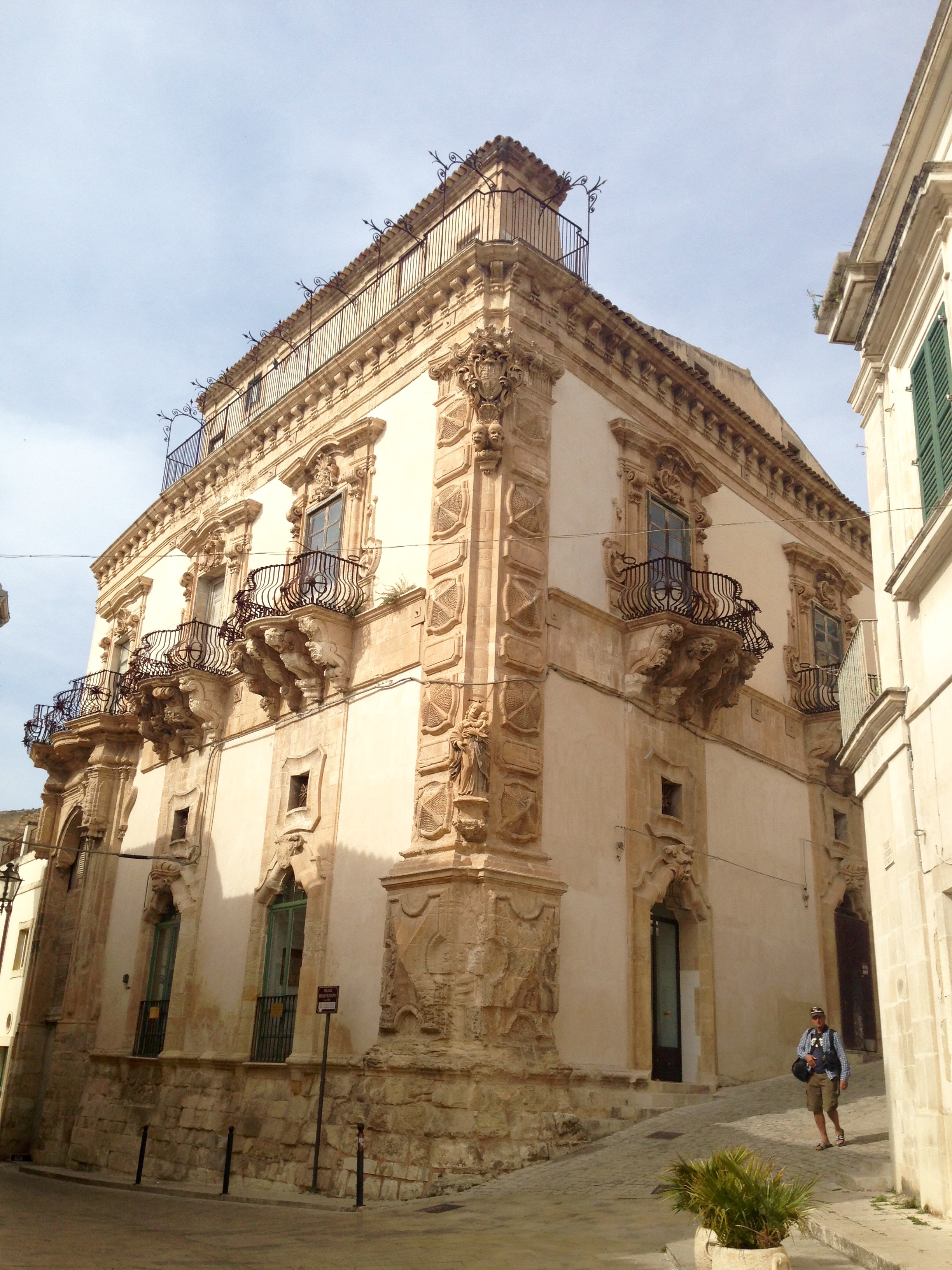
Palazzo Beneventano.
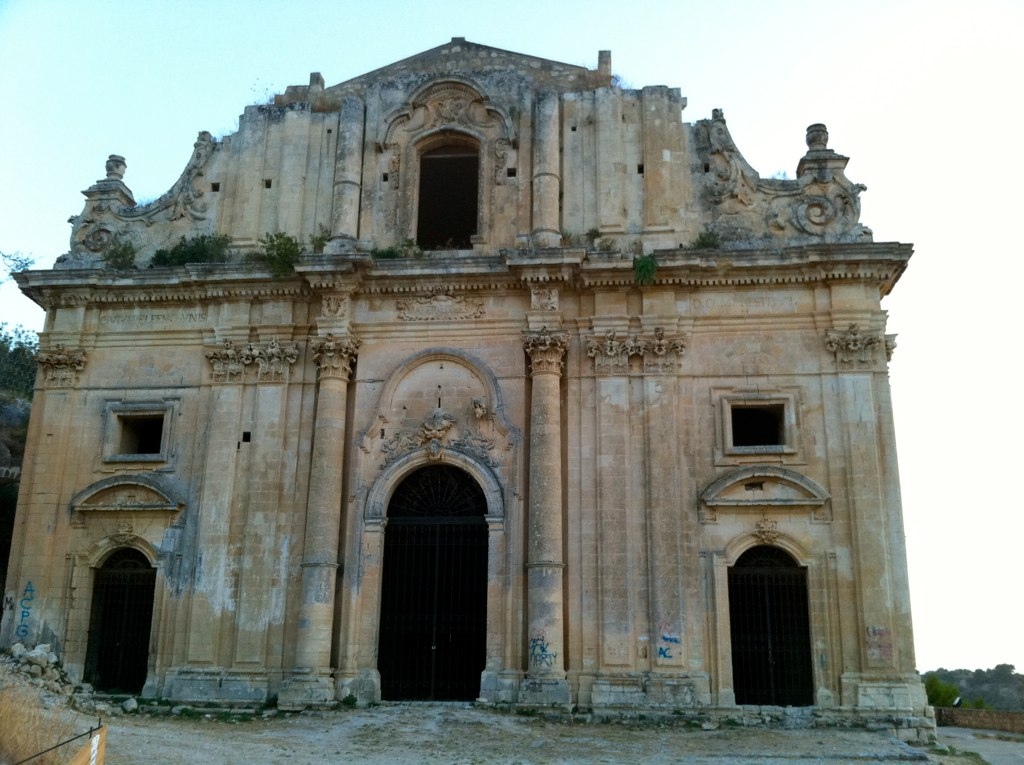
L'église inachevée San Matteo.